# Frank & Mirella
Frank & Mirella is een Brabants duo dat Nederlandstalige muziek ten gehore brengt, bestaande uit Frank Mortiers en in de loop der jaren vier verschillende Mirella's.

## Ontstaan
Mortiers (1945) begint als drummer in een skiffle-groepje. Toch verkiest hij een zangcarrière. In 1971 wordt hij ontdekt door Jack Jersey en vormt hij samen met Mirella Jacobs het duo François & Mirella. Ze zingen Engelstalig, maar op advies van Jersey gaan ze Nederlandstalig zingen. Vanaf 1973 komt er succes met nummers als "Cher Ami" en "Verliefd, Verloofd, Getrouwd" die geschreven en geproduceerd werden door Jack de Nijs. In 1981 verlaat Mirella Jacobs het duo en wordt Marjan Kampen (van het voormalige duo Cees & Marjan) op verzoek van het platenlabel de nieuwe "Mirella".
In 1981 bereikt het nummer "De verzonken stad", een nog in de oude bezetting opgenomen cover van "Die Versunkene Stadt" van het Duitse duo Adam & Eve uit 1978, een vierde plaats in de Top 40 en een derde plaats in de Nationale Hitparade en wordt daarmee hun grootste hit. Het nieuwe duo is succesvol en in de jaren tachtig scoort Frank met Marjan nog vijf top 40-hits en veertien hits in de Nationale Hitparade. In de periode 1985 tot en met 1993 is Peter Koelewijn hun manager en producer. In 1996 stapt Marjan uit Frank & Mirella en begint ze onder de naam Marjan Berger een solocarrière. Een nieuwe, inmiddels derde,  Mirella wordt gevonden in Karin Goverde. Van 2008 tot 2013 maakt de zangeres uit de begin periode, Mirella Jacobs, op voorstel van Chiel Montagne weer deel uit van het duo. In 2013 besluit Frank Mortiers de samenwerking met haar te verbreken en wordt Mirella vervangen door Francis van den Berg en in deze samenstelling bestaat het duo nog steeds.

## Discografie

### Uitgebrachte nummers
- 1972 - Met Jou Alleen
- 1973 - Verliefd Verloofd Getrouwd
- 1973 - Cher Ami
- 1974 - Op Dat Plein
- 1974 - Mexico Mexico
- 1974 - Nienand Anders
- 1975 - M'n Hart Doet Boem
- 1975 - Ga Je Met Me Mee?
- 1975 - Morgen Morgen, Nur Nicht Heute
- 1976 - De Deur Staat altijd Open
- 1976 - Komt vrienden in den ronde
- 1976 - Amore
- 1977 - Good Times
- 1977 - Gone With Yesterday
- 1978 - On A Lonely Winternight
- 1978 - Verliefd, Verloofd, Getrouwd
- 1979 - Ca Cést La Vie
- 1980 - Als Melina Zingt (Das Mädchen Aus Athen)
- 1981 - Bella Marie
- 1981 - De Deur Staat Altijd Open
- 1981 - De Verzonken stad
- 1981 - Na Regen Komt Zonneschijn
- 1983 - In 't Diepst Van Je Hart
- 1983 - De Vissers van San Juan
- 1983 - Manuel
- 1984 - Wat ik zou willen
- 1984 - 60 jaar Brandweer Rhenen (m.m.v. De Grebbemuzikanten)
- 1984 - Stille Liefde, Stil Verdriet
- 1985 - Santa lucia
- 1985 - Sneeuw In Augustus
- 1986 - De Parelvisser Van Samoa
- 1986 - Als Ik Jou Zie
- 1986 - Nou En Of Love
- 1986 - De Parelvissers van Samoa
- 1987 - Albany
- 1987 - Big Ben
- 1988 - Als Ik De Torens Van Cadzand Zie (m.m.v. De Kermisklanten)
- 1988 - Guantanamera (Nederlandse Versie)
- 1990 - Altijd vliegt de condor waar hij wil
- 1990 - Malaika
- 1990 - Ave Maria
- 1990 - Geef Een Beetje Meer Om Mij
- 1990 - Veel Te Mooi
- 1993 - Mykonos (m.m.v. de Zusjes Wouterse)
- 1994 - Ja Dat Komt Door Jou M'n Lieve Schat
- 1997 - Sierra Madre
- 2008 - Al word je steeds wat ouder
- 2008 - Die mooie tijd
- 2008 - Een hele zomer lang
- 2008 - Geef mij de zon, de maan, de sterren
- 2008 - Jij bent de liefste
- 2009 - De Vissers van San juan (Dj Schotch remix)
- 2010 - Kop Of Munt
- 2010 - Een Hele Zomer Lang
- 2011 - Geef Mij De Zon De Maan En Sterren
- 2011 - Ik Hoorde Van Verre
- 2012 - Jij Laat De Zon In Mijn Hart
- 2012 - Voor altijd
- 2013 - Jij bent de liefste
- 2014 - Hit medley
- 2014 - Een Oude Zeeman (met Marco de Hollander)
- 2015 - Kop of munt
- 2016 - Al word je steeds wat ouder
- 2017 - Die Mooie tijd
- 2017 - Jij bent de liefste
- 2021 - Alleen Dromen Doen We Appart
- 2022 - Waarom heb jij geen nee gezegd
- 2023 - Hoe vaak je naar me keek
- 2023 - Blijf dicht bij me (Maria Maria)

### Hitsingles
| Single met eventuele hitnotering(en) in de Nederlandse Top 40 | Datum van verschijnen | Datum van binnenkomst | Hoogste positie | Aantal weken | Opmerkingen                   |
| ------------------------------------------------------------- | --------------------- | --------------------- | --------------- | ------------ | ----------------------------- |
| Cher Ami                                                      | 1972                  | 7-7-1973              | 20              | 9            | #26 in de Daverende 30        |
| Verliefd, Verloofd, Getrouwd                                  | 1972                  | 17-11-1973            | 20              | 5            | #19 in de Daverende 30        |
| Good times                                                    |                       | 9-4-1977              | 28              | 4            |                               |
| De verzonken stad                                             | 1981                  | 25-4-1981             | 4               | 13           | #3 in de Nationale Hitparade  |
| De vissers van San Juan                                       | 1983                  | 2-4-1983              | 15              | 6            | #13 in de Nationale Hitparade |
| Manuel                                                        | 1983                  | 2-7-1983              | 23              | 4            | #22 in de Nationale Hitparade |
| In 't diepst van je hart                                      | 1983                  | 26-11-1983            | 32              | 3            | #28 in de Nationale Hitparade |
| Stille liefde, stil verdriet                                  | 1984                  | 3-11-1984             | 36              | 3            | #23 in de Nationale Hitparade |
| Nou en of, love                                               | 1986                  | 24-5-1986             | 38              | 3            | #40 in de Nationale Hitparade |